# Rick Chinnick
Richard Vaughn „Rick“ Chinnick (* 15. August 1953 in Chatham, Ontario) ist ein ehemaliger kanadischer Eishockeyspieler, der im Verlauf seiner aktiven Karriere zwischen 1971 und 1978 unter anderem über 400 Spiele in der American Hockey League (AHL) und International Hockey League (IHL) auf der Position des rechten Flügelstürmers bestritten hat. Zudem absolvierte Chinnick vier Partien für die Minnesota North Stars in der National Hockey League (NHL).

## Karriere
Chinnick verbrachte seine Juniorenzeit zwischen 1971 und 1973 bei den Peterborough Petes in der Ontario Hockey Association (OHA). Mit der Mannschaft gewann der Flügelstürmer bereits in seiner Rookiesaison die Ligameisterschaft in Form des J. Ross Robertson Cups. Damit qualifizierte sich das Team zudem für den Memorial Cup. Nach einem weiteren Jahr in der OHA wurde Chinnick sowohl im NHL Amateur Draft 1973 in der dritten Runde an 41. Stelle von den Minnesota North Stars aus der National Hockey League (NHL) als auch im WHA Amateur Draft 1973 in der sechsten Runde an 77. Position von den New England Whalers aus der World Hockey Association (WHA) ausgewählt.
Nach dem Draft wechselte der Kanadier zum Beginn der Spielzeit 1973/74 in die Organisation der Minnesota North Stars, die ihn aber in den folgenden zwei Spielzeiten zumeist bei ihrem Farmteam New Haven Nighthawks in der American Hockey League (AHL) einsetzten. In dem Zeitraum der zwei Spieljahre absolvierte Chinnick aber auch vier NHL-Partien für Minnesota. Auch sein drittes Profijahr verbrachte der Angreifer weiterhin in der AHL bei den Nighthawks, obwohl er im November 1975 im Tausch für Bryan Hextall an das Franchise der Detroit Red Wings abgegeben worden war. Erst mit dem Beginn der Saison 1976/77 holte Detroit Chinnick in ihr organisationseigenes Farmteam Saginaw Gears, das am Spielbetrieb der International Hockey League (IHL) teilnahm. Mit den Gears gewann er am Ende der Playoffs den Turner Cup, woran er mit 23 Scorerpunkten in 19 Spielen maßgeblichen Anteil hatte. Nach dem Erfolg verbrachte der Offensivakteur noch eine weitere Saison in Saginaw, ehe er seine aktive Laufbahn im Sommer 1978 kurz vor seinem 25. Geburtstag beendete.

## Erfolge und Auszeichnungen
- 1972 J.-Ross-Robertson-Cup-Gewinn mit den Peterborough Petes
- 1977 Turner-Cup-Gewinn mit den Saginaw Gears

## Karrierestatistik
(Legende zur Spielerstatistik: Sp oder GP = absolvierte Spiele; T oder G = erzielte Tore; V oder A = erzielte Assists; Pkt oder Pts = erzielte Scorerpunkte; SM oder PIM = erhaltene Strafminuten; +/− = Plus/Minus-Bilanz; PP = erzielte Überzahltore; SH = erzielte Unterzahltore; GW = erzielte Siegtore; 1 Play-downs/Relegation; Kursiv: Statistik nicht vollständig)